# Птицы Армении

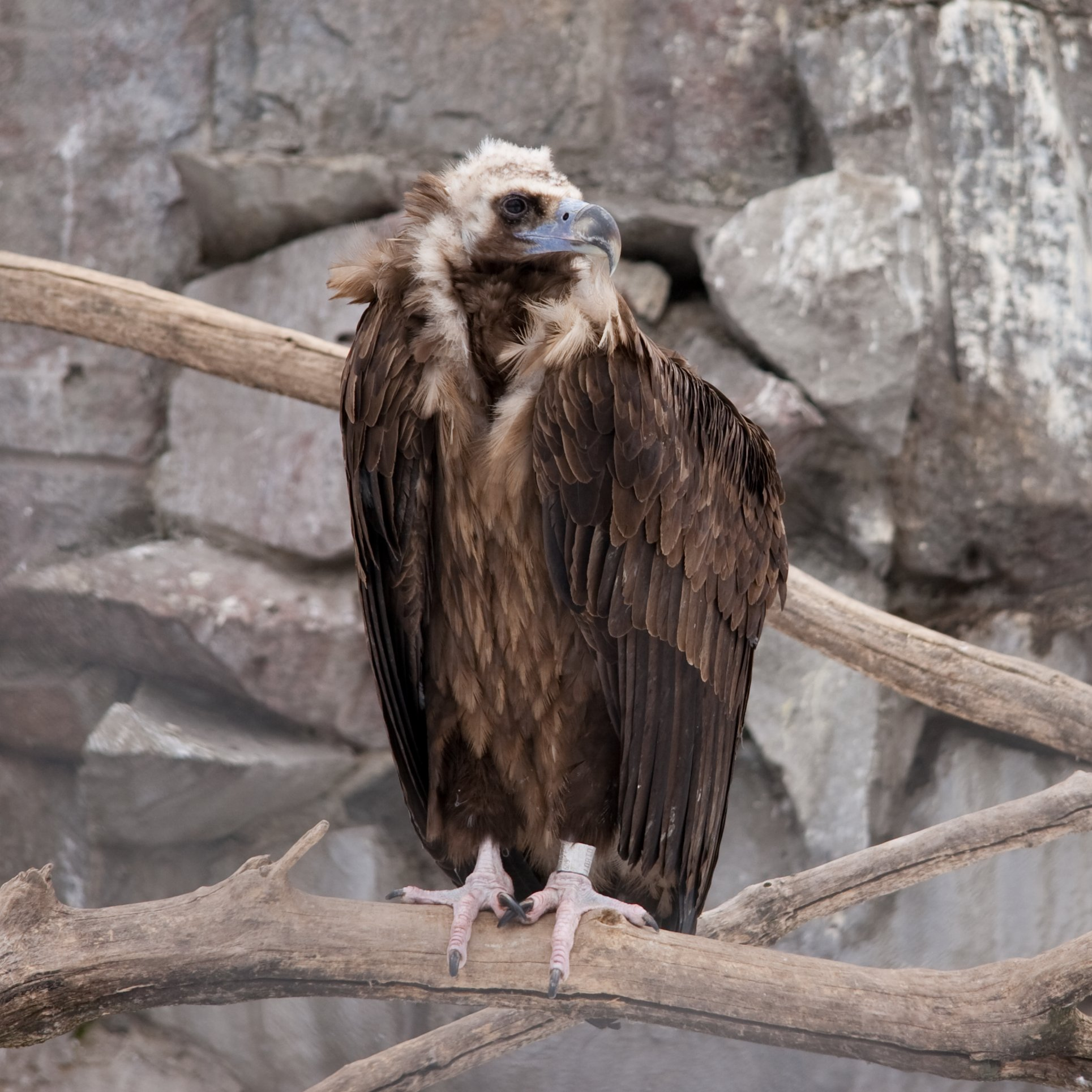
Чёрный гриф — представитель птиц Армении

Географическое расположение, геологические структуры, разнообразие
почв, климата и растительного покрова изначально явились важным условием
формирования птичьего мира и его разнообразия. Армянское нагорье сообщается с одной
стороны с оринтофаунами западно-европейских, с другой стороны — переднеазиатских и
средиземноморских стран. Это обстоятельство в значительной степени обуславливает
разнообразие орнитофауны, которая составляет свыше 60 % позвоночных животных и
представлена 349 видами.
Количество видов птиц, обитающих на территории Армении, составляет 1/3 количества видов птиц, обитающих на территории Европы.
| Отряды                                 | Количество видов |
| -------------------------------------- | ---------------- |
| Воробьиные (Passeriformes)             | 146              |
| Ржанкообразные (Charadriiformes)       | 62               |
| Соколообразные (Falconiformes)         | 35               |
| Гусеобразные (Anseriformes)            | 28               |
| Аистообразные (Ciconiformes)           | 13               |
| Журавлеобразные (Gruiformes)           | 13               |
| Голубеобразные (Columbiformes)         | 8                |
| Дятлообразные (Piciformes)             | 8                |
| Курообразные (Galiforme)               | 7                |
| Совообразные (Strgiformes)             | 7                |
| Гагарообразные (Gaviformes)            | 5                |
| Красильщикообразные (Coraciiformes)    | 5                |
| Веслоногие (Pelecaniformes)            | 4                |
| Ныряльщикообразные (Podicipediformes)  | 2                |
| Кукушкообразные (Cuculiformes)         | 2                |
| Серпокрылообразные (Apodiformes)       | 2                |
| Козодоеобразные (Caprimulgiformes)     | 1                |
| Фламингообразные (Phoenicopteriformes) | 1                |

- В вышепредставленном списке некоторые виды птиц, в том числе розовый фламинго (Phoenicopterus roseus), являются перелётными и иногда останавливаются на территории Армении.[1]

## Объекты охоты

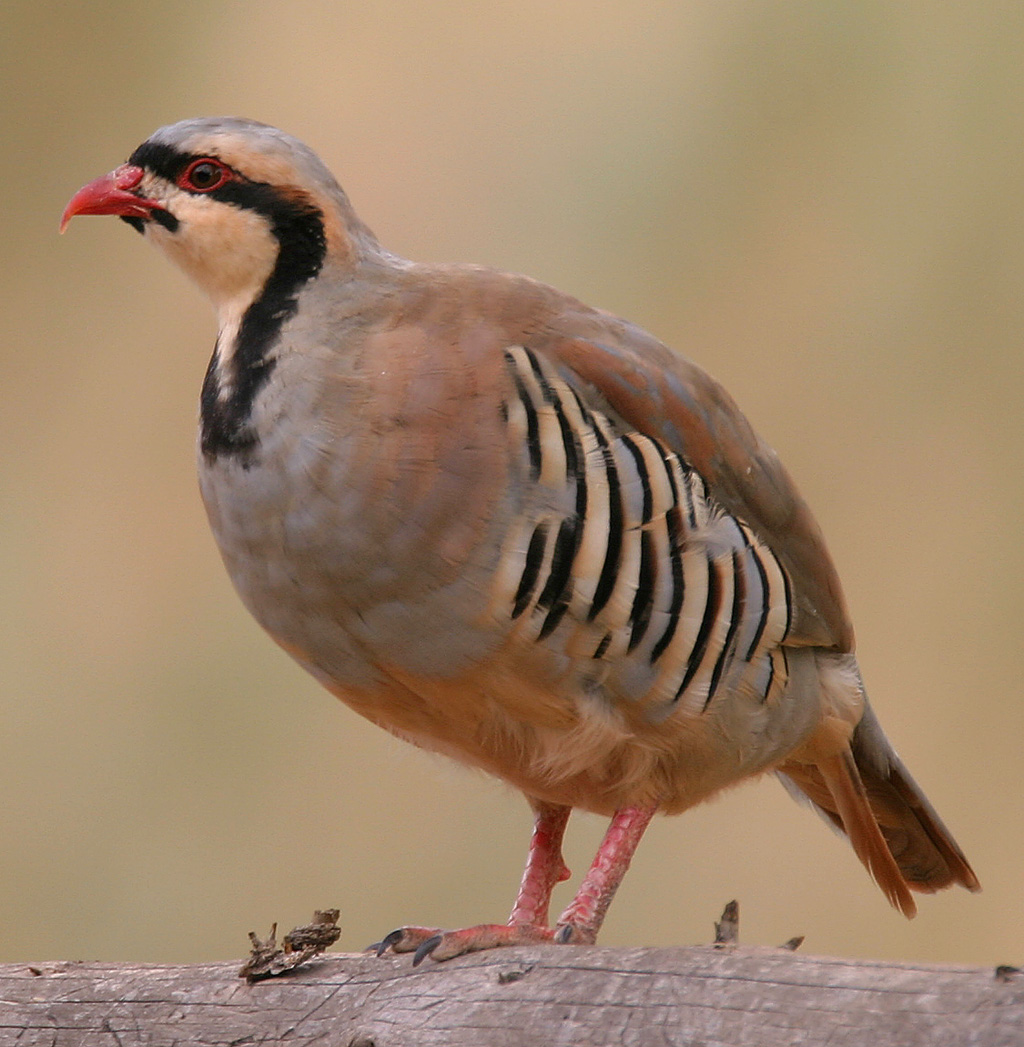
Каменная куропатка — представитель «охотничьих» птиц Армении

Птицы-объекты охоты представлены следующими видами: кавказский тетерев, улар, бурая куропатка, сизый голубь, каменная куропатка, лысуха черная, бекас чернушка, большой водолаз, малый водолаз, кряква, серая утка, перепел, лесной голубь, горлица, серый журавль, прелестный стрепет, бекас, серый гусь, пёстрая утка и т. д..
Кроме того, немалое количество составляют перелетные охотничьи птицы.
В Армении встречаются представители следующих групп охотничьих птиц:
| Птицы        | Количество охотничьих видов |
| ------------ | --------------------------- |
| Голуби       | 4                           |
| Курообразные | 3                           |
| Дрозды       | 2                           |
| Журавли      | 2                           |
| Стрепеты     | 3                           |
| Бекасы       | 30                          |
| Гагары       | 2                           |
| Водолазы     | 2                           |
| Гуси         | 23                          |
| Голенастые   | 4                           |
| Воробьиные   | 7                           |
| Всего        | 91                          |

Однако охоте подлежат не все виды, поскольку многие включены в Красную книгу Армении. В последнее десятилетие в республике не проводились работы по учету популяций животных, за исключением некоторых промысловых видов, на основе чего Министерством охраны природы выдаются лицензии на охоту.